# علجوم السيشل
علجوم السيشل (الاسم العلمي: Sechellophryne)، جنس حيوانات برمائية صغيرة من فصيلة ضفادع السيشل، أنواعه اثنان يعيشان في السيشل

## الأنواع
- Sechellophryne gardineri Boulenger, 1911
- Sechellophryne pipilodryas Gerlach and Willi, 2002